# Odontoglossum wyattianum
Odontoglossum wyattianum là một loài thực vật có hoa trong họ Lan. Loài này được Gurney Wilson mô tả khoa học đầu tiên năm 1928.